# Probus
Marek Aureliusz Probus, Marcus Aurelius Probus (ur. 19 sierpnia 232 w Sirmium, zm. latem 282 w Sirmium) – cesarz rzymski w latach 276–282.

## Życiorys
Prawdopodobnie jego ojciec miał na imię Maksymus i był centurionem, a następnie trybunem w wojsku. Zmarł w Egipcie i pozostawił po sobie syna Probusa i córkę Klaudię. Według relacji Aureliusza Wiktora ojcem Probusa miał być ogrodnik Dalmacjusz, co wpłynęło na zamiłowanie cesarza do zagadnień związanych z ogrodnictwem, uprawami (szczególnie winorośli) i melioracją.
Będąc jeszcze chłopcem pełnił funkcję trybuna wojskowego w czasach cesarza Waleriana (253–260). Otrzymał dowództwo nad 6 kohortami Saracenów, oddziałem Persów i wojsk pomocniczych spośród Gallów. W czasie wojny z Sarmatami został dowódcą III Legionu Szczęśliwego (III Legio Felix). Cesarz Aurelian (270–275) mianował go dowódcą X Legionu. W 271 wyparł wojska palmyreńskiej Zenobii atakujące Egipt. Był wspólnie z cesarzem Tacytem (275–276) konsulem w roku 275 lub 276.
Gdy zmarł Tacyt, został obwołany cesarzem przez wojska stacjonujące na wschodzie. Wybrany przez senat Florian, brat Tacyta, zginął zamordowany przez własnych żołnierzy lub popełnił samobójstwo po 88 dniach panowania. Według Zosimosa między wojskami Floriana i Probusa doszło do starcia w Azji Mniejszej pod Tarsem. Wobec klęski przeciwnika Probus zażądał potwierdzenia tytułu przez senat rzymski. Rozprawił się też z zabójcami Aureliana i Tacyta. Potem wiosną 277 wyruszył z wyprawą do Galii, w której wybuchały zamieszki i którą pustoszyły najazdy barbarzyńców zza Renu, to jest Franków i Lugiów, którzy mieli złupić ponad 60 miast i na statkach docierać aż do Luzytanii. Do pobitych Franków przyłączyli się Burgundowie, którzy również ponieśli klęskę. Objęcie władzy cesarskiej datowane jest na krótko przed 28 sierpnia (lipiec?) 276 lub późną wiosnę tego roku.
Po uspokojeniu sytuacji w Galii i granicy na Renie wyruszył w 278 przez Recję, w której uśmierzył niepokoje, do Ilirii, gdzie walczył z Sarmatami oraz atakującymi przez Dunaj Wandalami. Następnie w Tracji ujarzmił Gotów. Kolejnym obszarem, który wymagał interwencji cesarza, była Azja Mniejsza, gdzie w Izaurii i Pamfilii grasowała banda rozbójnika Palfueriusza (u Zosimosa występuje pod imieniem Lydiosa i długo bronił się w twierdzy w mieście Kremna). Potem w 280 udał się do Egiptu, w którym w jego górnej części w Tebaidzie przywrócił władzę rzymską nad miastami Koptos i Ptolemais, przy czym spacyfikował koczownicze plemię Blemmiów. Przebywając na wschodzie zawarł pokój lub rozejm z Persami, którzy przysłali dary odrzucone przez cesarza.
W drodze powrotnej do Rzymu w 280 osiedlił w Tracji pokonane plemię Bastarnów, które okazało się lojalne. Inaczej było z Gepidami, Greutungami i Wandalami, którzy rozpierzchli się po prowincji. W Rzymie w 281 odbył okazały tryumf nad pokonanymi przeciwnikami. W czasie jego panowania pojawiło się kilku uzurpatorów, między innymi Saturnin (w Syrii) na wschodzie oraz Prokulus (w Lugdunum) i Bonozus (w Kolonii) na zachodzie, a także nieznany z imienia w Brytanii.
Za jego panowania nasiliły się ataki barbarzyńców na północne granice imperium. Był znakomitym dowódcą i w wyniku wielu bitew i najazdów odwetowych uspokoił północnych sąsiadów. Zdobytych barbarzyńskich jeńców rozlokował w małych grupach w różnych oddziałach stacjonujących wzdłuż limesu rzymskiego lub jako osadników, niektórych zaś w Brytanii. Na jego monetach często pojawiał się napis RESTITVTOR ORBIS (odnowiciel świata), INVICTVS (niezwyciężony) oraz DEO ET DOMINO (bóg i pan), który odnosił się do idei przekształcania pryncypatu w dominat. Otrzymał przydomki Gothicus Maximus, Persicus Maximus i Germanicus Maximus.
Polityka osiedlania małych grup w głębi kraju z dala od zajmowanych wcześniej terenów świadczyła o przezorności cesarza. Miało to znaczenie ekonomiczne, szczególnie na opustoszałych terenach. W 276 osadził, prawdopodobnie w Pannoni, jakąś część Greutungów. Na zachodnie wybrzeże Morza Czarnego przesiedlił grupę Franków, a do Brytanii Wandalów, którzy tam okazali się lojalni wobec cesarza, gdy wybuchł bunt nieznanego z imienia namiestnika i uzurpatora. Inne plemiona, które w czasie jego panowania osiedlano na terenie imperium, to Alamanowie, Burgundowie, Gepidowie i wspomniani wcześniej Bastarnowie.
Planował najazd na Persję Sasanidów, ale wizja kolejnej wojny miała zbyt wielu przeciwników, wkrótce wybuchł bunt i w roku 282 cesarz został zamordowany. Według relacji Historia Augusta Probus zginął w pobliżu Sirmium w wyniku niezadowolenia legionistów zatrudnionych do budowy odwadniającego okolicę kanału do rzeki Savus. Według przekazu bizantyjskiego historyka Jana z Antiochii Probus zginął w wyniku buntu legionów w Recji i Norikum, które obwołały cesarzem Karusa. Wysłane przeciwko niemu wojsko przeszło na stronę uzurpatora i usunęło panującego od sześciu lat i czterech miesięcy cesarza. Data śmierci Probusa jest ustalana na po 29 sierpnia, a przed 9 grudnia 282 (raczej wrzesień/październik).
Za panowania Probusa ukończono budowę murów wokół Rzymu, których budowę rozpoczął Aurelian.